# Flórabirodalom
A flórabirodalmak a Föld szárazföldi flórájának globális egységei. Határaikat a növénycsaládok határai alapján jelöljük ki. Elhatárolásuk jól tükrözi a földtörténeti múlt kéregmozgásainak hatását, így az északi félgömbön egyetlen flórabirodalmat találunk, az Egyenlítő mentén kettőt, a legrégebben szétvált déli szuperkontinens darabjain pedig hármat.
A flórabirodalmakhoz hasonlóan megkülönböztetik a faunabirodalmakat is; ezek határai azonban nemhogy nem esnek egybe, de többnyire metszik egymást. Ezért egyes szerzők nem választják külön a flóra- és faunabirodalmakat, hanem a növény- és állattani szempontokat figyelembe véve egységes biobirodalmakat jelölnek ki, és a növény-, illetve állattani felosztások ellentmondásainak áthidalására a területi rendszerbe a „birodalom” alá egy új hierarchikus szintet iktatnak: ezek a biorégiók.

## A flórabirodalmak

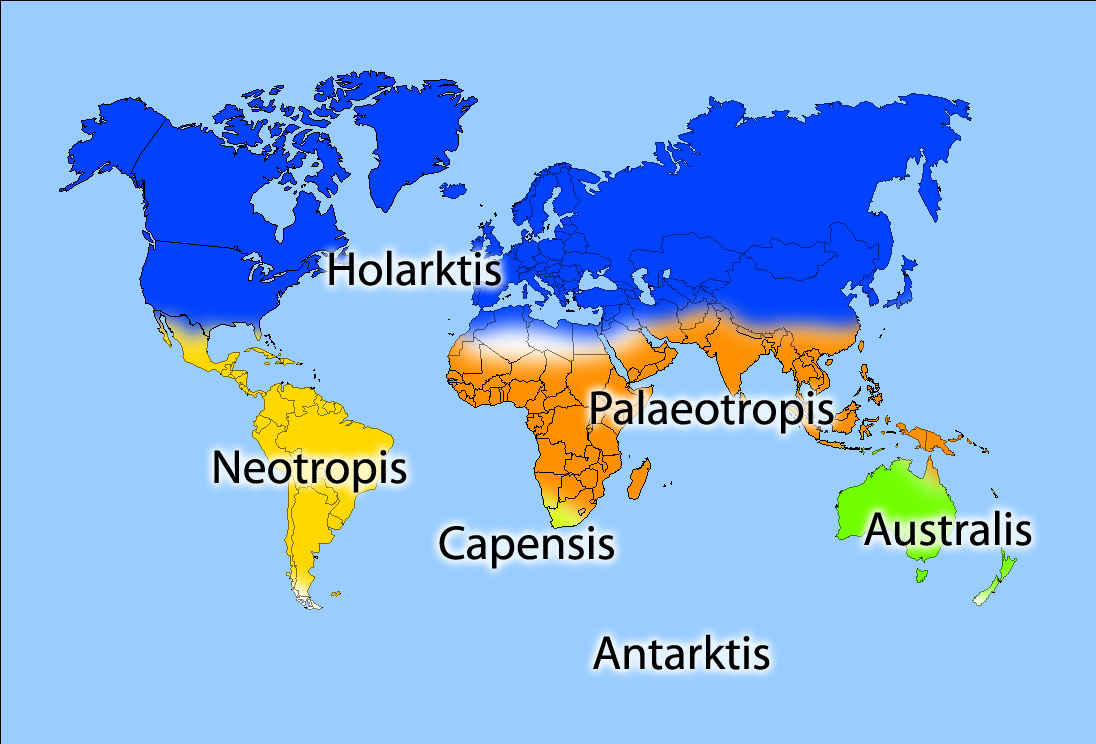
A Föld flórabirodalmai (A térkép a Paleotropistól nem különíti el az indo-maláj flórabirodalmat; utóbbi és az Australis határát tévesen jelöli).

Már a flórabirodalmak számában nincs konszenzus: egyes szerzők a Paleotropis keleti flóraterületének tekintik Indokínát és környékét, ami az itt elfogadott felosztásban külön, indo-maláj flőrabirodalomként szerepel.
Hasonló probléma az egyes birodalmak határainak megvonása azokban az esetekben, amelyekben ezek között nincsenek nyilvánvaló hézagok (pl. óceánok). Az eltéréseket markánsan példázza Turcsányi Gábor és Turcsányiné Siller Irén: Növénytan Archiválva 2021. január 9-i dátummal a Wayback Machine-ben c. munkája, amelyben az itt mellékelttől némileg eltérő térképet Archiválva 2021. január 8-i dátummal a Wayback Machine-ben találunk.

### Holarktisz
Az északi flórabirodalom átfogja a teljes északi mérsékelt égövet – így Európát, Ázsia északi részét és Észak-Amerikát is; fajai az egykori Laurázsia harmadidőszaki növényzetének örökösei. A fás nemzetségek közül mindkét kontinensen megtaláljuk a lombhullató juharokat, hársakat, a bükköket, gyertyánokat, mogyorókat stb.; a fenyők közül a jegenyefenyő, a vörösfenyő, a lucfenyő, hemlokfenyő és a duglászfenyő jellegzetesen a Holarktiszon fordul elő.
Jellemző növényrendjei:
- az ernyősök (Apiales),
- a boglárkák (Ranunculales) és
- a keresztesvirágúak (Brassicales).

Jellemző növénycsaládok:
- fűzfafélék (Salicaceae)
- békabuzogányfélék (Sparganiaceae).
- szegfűfélék (Caryophyllaceae)
- nyírfafélék (Betulaceae)
- kankalinfélék (Primulaceae)
- szittyófélék (Juncaceae)
- kőtörőfűfélék (Saxifragaceae)

A birodalom két biorégiója:
- nearktikus (Észak-Amerika) és
- palearktikus (Eurázsia északi része, beleértve Koreát is, Japán, az Atlanti-óceán északi medencéjének szigetei, Észak-Afrika).

### Paleotropisz
Az óvilági trópusok flórabirodalma Afrikának a Szaharától délre eső részére és Dél-Ázsiára terjed ki. Egyes szerzők ide sorolják Óceánia szigetvilágát, némelyek még Ausztráliát is. Fás flórájában feltűnően gyakoriak a hüvelyesek (Fabales) – pillangósvirágúak (Papilionaceae), lepényfafélék (Caesalpiniaceae) és a mimózafélék (Mimosaceae) egyaránt. Hasonképpen elterjedt a szappanfavirágúak Meliaceae családja: ebbe tartoznak az afrikai mahagóninak nevezett nemzetségek (Entandrophragma, Khaya).
Az arid övezetek pozsgás fajai főleg a kutyatejfélék, a meténgfélék (selyemkórófélék, Apocynaceae) és egyes aszfodéloszfélék (Asphodelaceae) közül kerülnek ki.
Itt fejlődtek ki, bár más trópusi tájakra is eljutottak:
- az annónafélék (Annonaceae),
- a muskátdiófélék (Myristicaceae).

A birodalom három biorégiója:
- etiópiai (a trópusi Afrika),
- madagaszkári (Madagaszkár a környező kisebb szigetekkel),
- keleti (India, Hátsó-India a Wallace-vonalig). Ezt a régiót újabban mind inkább önálló, indo-maláj flórabirodalomként különítik el.

Az óvilági trópusokon és az indo-maláj flórabirodalomban is jellemzőek az ébenfafélék, a szantálfafélék, a gyömbérfélék (Zingiberaceae) és a csavarpálmafélék (Pandanaceae).

### Indo-maláj flórabirodalom
A Paleotropisz keleti flóraterületének önálló flórabirodalommá átminősített része. Délkeleten az ausztrál flórabirodalommal a Wallace-vonal mentén határos. Hátsó-Indiára az eperfafélék (például a Ficus nemzetség több mint ezer fajjal) és a borostyánfélék gazdagsága jellemző. Itt él a fagyöngy (Loranthus) nemzetség mintegy 500 faja, itt honosak a bambuszok (Bambusae) és az akáciák (Acacia).
Gazdaságilag értékes fajokat szolgáltatnak a vasfűfélék (Tectona – teakfa). Itt fejlődtek ki, bár más trópusi tájakra is eljutottak:
- a dipterokarpuszfélék (merantifélék, Dipterocarpaceae)
- a kancsókafélék (Nepenthaceae).

| 01. Trópusi és szubtrópusi esőerdő 02. Trópusi és szubtrópusi lombhullató erdő 03. Trópusi és szubtrópusi tűlevelű erdő 04. Mérsékelt övi lombhullató erdő 05. Mérsékelt övi tűlevelű erdő 07. Trópusi és szubtrópusi füves puszta, szavanna és bozót 09. Elárasztott füves puszta és szavanna 10. Hegyi füves puszta és bozót 13. Sivatag és félsivatagi bozót 14. Mangrove Szikla és jég |

### Neotropis
Az újvilági trópusok flórabirodalmának növényzete jelentősen különbözik az Óvilágétól. A trópusi nemzetségek 47%-a csak az Óvilágban, 40%-a csak az Újvilágban fordul elő (tehát mindössze 13%-uk közös).
Közép- és Dél-Amerika trópusi és szubtrópusi területei tartoznak ide, beleértve az Antillák szigeteit is. Az ember beavatkozása előtt csak ebben a flórabirodalomban fordultak elő az epifita broméliafélék (Bromeliaceae). E birodalom pozsgásai a kaktuszfélék (Cactaceae) és az agávéfélék (Agavaceae); itt élnek a pálmaliliomok (Yucca). Itt alakultak ki a kannafélék (Cannaceae), és ma is itt van elterjedési területük súlypontja.
Sok endemikus nemzetségük tartozik
- a mirtuszfélék (Myrtaceae),
- a vörösfafélék (Erythroxylaceae),
- a golgotavirágfélék (Passifloraceae) és
- a kosborfélék (Orchidaceae)

családjaiba.
Erről a területről származik a kaucsukfa (Hevea brasilensis) és a valódi mahagóni (Swietenia sp.). A hegyvidékeken él a burgonyafélék (Solanaceae) számos faja (innen származik a krumpli és a paradicsom is).

### Australis
Az ausztrál flórabirodalomban annak izolált helyzete folytán rendkívül magas (86%) az endemikus fajok aránya. Ezek közül a mirtuszfélék családjába tartozó eukaliptusz (Eucalyptus) nemzetség mintegy 500 faja dominál a magashegységektől a forró égövig minden erdőben. Pozsgások ebben a birodalomban nem alakultak ki; helyüket az igencsak kiterjedt arid területeken a mályvafélék és a keserűfűfélék közé tartozó szklerofil cserjék töltik be. Az ausztrál és az indo-maláj flórabirodalom határa az indonéz szigetvilágban húzódó Wallace-vonal.
A birodalom három biorégiója:
- ausztráliai flóraterület (Ausztrália, Új-Guinea, Óceánia, Új-Kaledónia, Salamon-szigetek);
- új-zélandi flóraterület (Új-Zéland, valamint Hawaii kisebb része);
- hawaii flóraterület (Hawaii nagyobb része).

### Capensis
A legkisebb a fokföldi flórabirodalom, amit – akárcsak a Holarktiszt – sivatagok választanak el a Paleotropisztól. Klímája mediterrán jellegű, és a növényzet is ehhez alkalmazkodott. A kevés fás szárú növény közül jellegzetesek az endemikus prótea (Protea) fajok.
Itt él a hanga (Erica) nemzetség fajainak több mint háromnegyede. Specifikus családok:
- amarilliszfélék (Amaryllidaceae)
- nősziromfélék (Iridaceae),
- spárgafélék (Asparagaceae),
- kristályvirágfélék (Aizoaceae).

Innen származik számos kerti és dísznövényünk:
- gerbera (Gerbera spp.),
- spárga (Asparagus),
- frézia (Freesia),
- muskátli (Pelargonium spp.),
- kardvirág (Gladiolus spp.),
- hölgyliliom (Sprekelia spp.) és
- a pozsgás kristályvirágfélék (jégvirágfélék, Aizoaceae).

### Antarktis
Az antarktikus flórabirodalom konszenzussal Dél-Amerika déli csücskét (Chile déli részén Valdiviát és a Tűzföldet), valamint az Antarktisz körüli szigetvilágot foglalja magába. Ebből magán az Antarktiszon gyakorlatilag nincs vegetáció. Dél-Amerika óceáni-szubantarktikus esőerdeiben több bipoláris elterjedésű nemzetséget (Empetrum, Ranunculus) is találunk; ezek az Andok vonulatán végigvándorolva jutottak el délre. A fás flórában jelentősek a délibükk (Nothofagus) fajok. Innen származnak az araukáriák (Araucaria spp.) és a veronikaformák (Veroniceae), innen kerültek kertjeinkbe a fukszia fajok (Fuchsia spp.).
Turcsányi Gábor ide sorolja Új-Zélandot és a környező szigeteket is–ez az új-zélandi flóraterületaz általunk elfogadott felosztásban az ausztrál flórabirodalom része.